# Рудольф II (маркграф Бадена)
Рудольф II, маркграф Бадена (XIII век — 14 февраля 1295 или 14 февраля 1295) — сын маркграфа Рудольфа I и его жены Кунигунды Эберштайнской. После смерти отца в 1288 году правил маркграфством Баден совместно со своими братьями Германом VII, Хессо и Рудольфом III. До смерти отца он был известен как Рудольф Младший, а после его смерти как Рудольф Старший, чтобы его могли отличить от младшего брата.
Рудольф II женился на Адельгейде Оксенштайнской, которая была вдовой графа Штрасберга. У неё был сын и две дочери от первого брака. Её дочь Герртуда вышла замуж за младшего брата Рудольфа, Рудольфа III. Общих выживших детей у них не было.